# NGC 7509
NGC 7509 ist eine elliptische Galaxie vom Hubble-Typ E im Sternbild Pegasus am Nordsternhimmel. Sie ist schätzungsweise 225 Millionen Lichtjahre von der Milchstraße entfernt.
Das Objekt wurde am 8. August 1886 von Lewis Swift entdeckt.